# Johann Domis
Johann Domis (ur. 1909, zm. ?) – zbrodniarz hitlerowski, członek załogi niemieckiego obozu koncentracyjnego Mauthausen-Gusen i SS-Unterscharführer (nr identyfikacyjny w SS: 70452).
Z zawodu drukarz. Członek NSDAP i Schutzstaffel od 1933. W listopadzie 1939 wstąpił do Waffen-SS, po czym w listopadzie 1941 skierowano go do obozu Mauthausen. Tutaj służył jako kurier i ordynans w kompaniach wartowniczych, a także był urzędnikiem w magazynie, w którym składowano mienie zagrabione więźniom. W Mauthausen Domis pozostał do wyzwolenia obozu.  
W procesie załogi Mauthausen-Gusen (US vs. Theo Otto Bernhardt i inni) skazany został na 3 lata pozbawienia wolności.